# Edizioni Remo Sandron
La Edizioni Remo Sandron è un'antica casa editrice italiana con sede a Firenze, nata a Palermo.

## Storia
Fu fondata a Palermo nel 1839 da Decio Sandron, braccio destro dell'editore Antonelli di Venezia. Nei primi tempi il catalogo comprese soprattutto manuali tecnici e scolastici e studi accademici tradotti dal francese, e stampitesti provenienti da altri stati italiani.
Il figlio Remo Sandron, subentrato nel 1873 nella conduzione dell'impresa, sviluppò la produzione scolastica secondo moderni criteri industriali, pubblicando anche riviste didattiche e saggi pedagogici a sostegno della preparazione degli insegnanti elementari. Nell'ultimo decennio dell'Ottocento vennero inaugurate collane di libri per ragazzi come "Per il mondo piccino" e "Collezione Giovinezza", e serie di letteratura italiana e straniera contemporanea. Fra la fine dell'Ottocento e i primi decenni del Novecento furono pubblicate diverse collane di saggistica scientifica, politica e filosofica, fra le quali "Biblioteca di scienze sociali e politiche", "Biblioteca Sandron di scienze e lettere", "L'indagine moderna": strumenti di divulgazione e approfondimento del pensiero contemporaneo, fra positivismo e idealismo.
Remo Sandron, morto nel 1925, si avvalse della collaborazione di autori come Cesare Lombroso, Benedetto Croce, Roberto Bracco, Giovanni Gentile, Giuseppe Lombardo Radice, Giovanni Pascoli, Luigi Capuana, Marino Moretti, Salvatore Di Giacomo. Fra gli autori tradotti figurano Georges Sorel, Karl Marx, Wilhelm Wundt, Wilhelm Windelband.
Nel 1943 la casa editrice trasferì la propria sede a Firenze a causa della guerra. Nel 1958 gli eredi di Remo Sandron cedono la società.
Da allora ha continuato ad aggiornare il catalogo scolastico e, in misura minore, la produzione saggistica. Cura due collane di testi parascolastici e la pubblicazione di alcune opere lessicografiche, fra le quali un dizionario dei sinonimi.